# Északi jasszána
Az északi jasszána vagy sárgahomlokú jasszána (Jacana spinosa) a madarak osztályának lilealakúak (Charadriiformes) rendjébe, ezen belül a levéljárófélék (Jacanidae) családjába tartozó faj.

## Előfordulása
Az Amerikai Egyesült Államok, Jamaica, Kuba, Belize, Costa Rica, a Dominikai Köztársaság, Salvador, Guatemala, Haiti, Honduras, Mexikó, Nicaragua, Panama és Puerto Rico területén él. Lebegő vízinövényzettel ellátott édesvízű tavak, mocsarak, folyók környékén tartózkodik.

## Alfajai
- Jacana spinosa lowi
- Jacana spinosa spinosa
- Jacana spinosa violacea

## Megjelenése
Átlagos testhossza 17-23 centiméter, a tojó nagyobb, mint a hím. Hosszú lábain lévő, szétterülő lábujjai nagy felületen érintkeznek a ringó levelekkel, ezáltal megmarad a felszínén. Homlokán sárga kinövés található.

## Életmódja
A leveleken lépegetve szedegetik rovarokból, apró gerinctelenekből, békákból, halakból és magvakból álló táplálékukat. Nagyobb csoportokban élnek.

## Szaporodása
A nemi szerepek felcserélődtek, egy tojó akár négy hímmel is párosodhat. A vízinövények leveleire építi lebegő fészkét, a tojó 4 tojást rak, melyen a hím kotlik 28 napig, majd a kikelt fiókákról is ő gondoskodik.
|  |